# Schindershöh
Die Schindershöh, auch Buchsol genannt, ist ein 522 m ü. NHN hoher Berg im Spessart im bayerischen Landkreis Aschaffenburg in Deutschland. Ihr Gipfel ist der topographisch höchste Punkt des Höhenzuges Eselshöhe.

## Beschreibung
Die Schindershöh liegt zwischen den Orten Heinrichsthal und Wiesen. Auf dem Gipfel treffen sich die Grenzen der Gemarkungen Heinrichsthal, Wiesener Forst und Schöllkrippener Forst. Dort befindet sich ein markanter, 108 Meter hoher Fernmeldeturm der Deutschen Telekom aus Stahlbeton vom Typ FMT 5, der schon aus weiten Teilen des Kahlgrundes zu sehen ist. Der nördliche Bergsporn wird Salzberg genannt. Über den Berg führen die Kreisstraßen AB 2 (Spessart-Höhenstraße) und die AB 20. Im Südwesten geht die Schindershöh flach zum Spindelberg (520 m) über. Im Tal südlich des Berges entspringt der Lohrbach, im Tal östlich der Birklerbach. Nach Nordwesten ziehen sich die Bergrücken von Edelberg und Sommerberg, welche die Täler der Kleinen Kahl und des Edelbachs trennen. Die Schindershöh war bis zu dessen Auflösung im Jahr 1972 der höchste Berg im Landkreis Alzenau in Unterfranken.